# Bomsarvet, Blecktorp en Gerbergärd
Bomsarvet, Blecktorp en Gerbergärd (Zweeds: Bomsarvet, Blecktorp och Gerbergärd) is een småort in de gemeente Borlänge in het landschap Dalarna en de provincie Dalarnas län in Zweden. Het småort heeft 132 inwoners (2005) en een oppervlakte van 25 hectare. Eigenlijk bestaat het småort uit 3 plaatsjes: Bomsarvet, Blecktorp en Gerbergärd.